# Giáo hoàng Clêmentê XIV
Clêmentê XIV (Latinh: Clemens XIV) là vị giáo hoàng thứ 249 của giáo hội công giáo.
Theo niên giám tòa thánh năm 1806 thì ông đắc cử Giáo hoàng năm 1769 và ở ngôi Giáo hoàng trong 5 năm 4 tháng 3 ngày. Niên giám tòa thánh năm 2003 xác định ông đắc cử Giáo hoàng ngày 19, 28 tháng 5 năm 1769, ngày khai mạc chức vụ mục tử đoàn chiên chúa là ngày 4 tháng 6 năm 1769 và ngày kết thúc triều đại của ông là ngày 22 tháng 9 năm 1774.

## Trước khi thành giáo hoàng
Giáo hoàng Clemens XIV sinh tại San Arcangelo (gần Rimini) ngày 31 tháng 10 năm 1705 với tên thật là Giovanni Vincenzo Antonion Ganganelli.
Ông sinh ra trong một gia đình tầm thường, ông được giáo dục bởi các tu sĩ dòng Tên. Năm 1724, ông trở thành tu sĩ Phanxicô.
Năm 1741, ông làm bề trên tổng quyền của dòng. Clement XIII ban cho ông chiếc mũ hồng y năm 1759. 

## Giáo hoàng

### Giải thể Dòng Tên
Vừa lên ngôi Giáo hoàng, ông đã ban bố Tông thư Coelestium khen các linh mục Dòng Tên là "những tay thợ siêng năng và cần mẫn của Thiên Chúa". Các vua Pháp, Tây Ban Nha và Napoli tỏ ra bực tức vì Giáo hoàng khen các kẻ bị mình trục xuất, các vua này quyết định làm áp lực buộc ông phải bãi bỏ dòng này.
Vua Tây Ban Nha là Carlos III cử Minino sang thành La Mã lo việc này. Minino vào chầu Giáo hoàng mỗi ngày, một hôm ông này hứa: 
| “                | Nếu Giáo hoàng bãi bỏ Dòng Tên, vua Tây Ban Nha sẽ lo lấy lại đất Avignon và Benevento cho Tòa Thánh. | ” |
| — Sứ thần Minino | |   |

Nhưng Giáo hoàng trả lời rằng: "Ông nên biết rằng Ta làm Chúa chiên chứ không phải làm lái buôn". Nói xong, ông để Minino ngồi một mình, trở về phòng, ông buồn bã quá khóc lớn tiếng: 
| “                         | Xin Thiên Chúa tha tội cho vua Tây Ban Nha. | ” |
| — Giáo hoàng Clêmentê XIV |                                             |   |

Với Nữ hoàng Maria Theresia, nước Áo ban đầu còn bênh vực dòng Tên nên Giáo hoàng có thể kéo dài công việc được mấy năm. Đến sau cũng bị con bà này là Hoàng đế Joseph II hối thúc nên cũng xin Giáo hoàng giải thể dòng này.
Dưới sức ép của vua Pháp và Tây Ban Nha đặc biệt của chánh sứ Tây Ban Nha vào ngày 21.7. 1773, Giáo hoàng Clêmentê XIV với lý do để đảm bảo hòa bình cho Giáo hội, bằng chiếu thư Dominus ac redemptor đã cho đóng cửa dòng Tên " Ta muốn có sự hòa thuận lâu dài trong Hội thánh và ta cũng nghĩ rằng: Dòng Tên không còn giúp Hội thánh được như xưa, và còn nhiều lý do khác không cần kể ra đây, ta tuyên bố giải thể Dòng Tên, các hoạt động, các luật lệ và hiến pháp dòng này".

### Năm thánh 1775

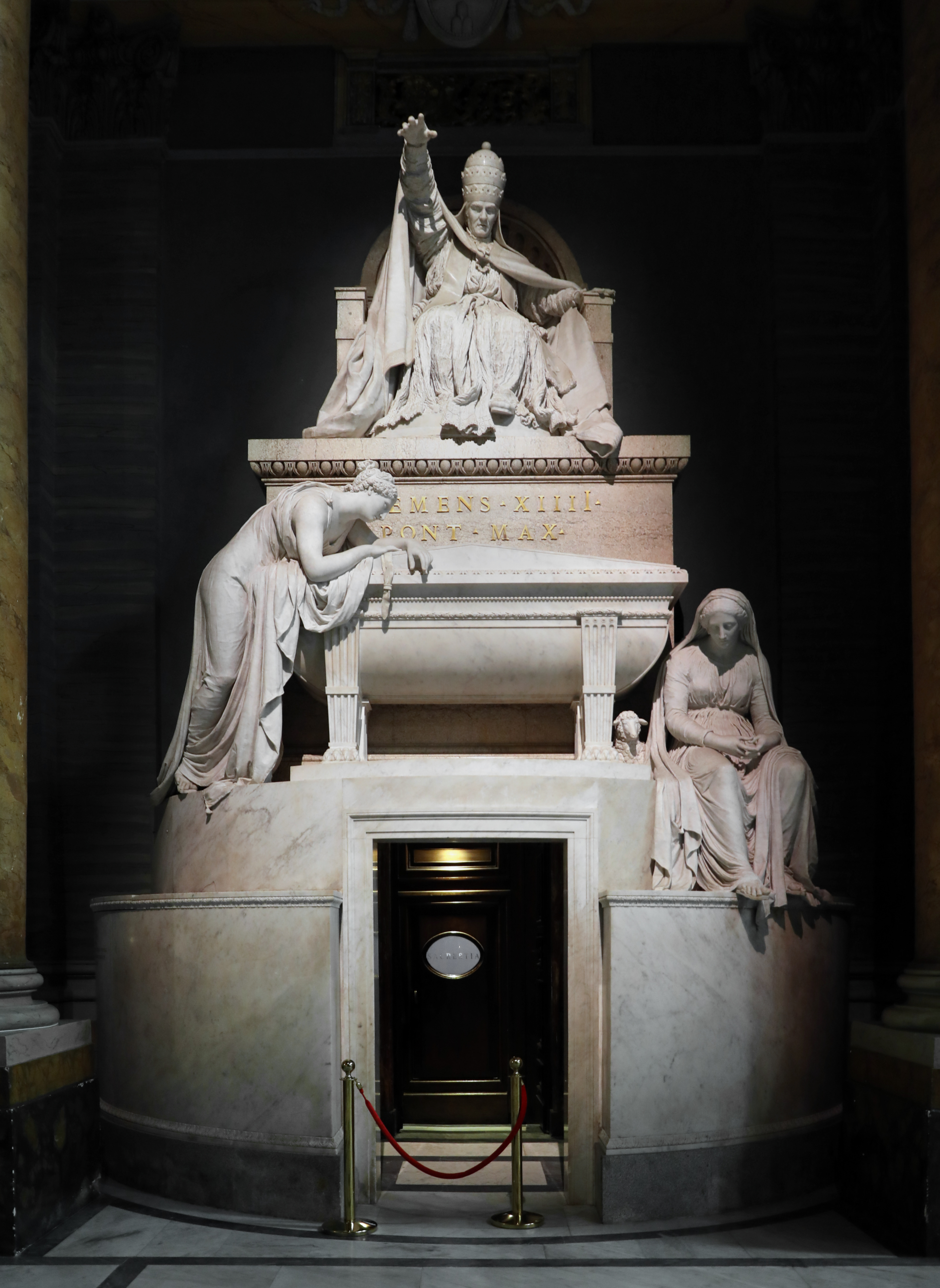
Hầm mộ của giáo hoàng Clêmentê XIV

Năm thánh 1775 được Clêmentê XIV (1769-1774) chuẩn bị với Tông sắc "L’Autore della nostra vita" (Tác Giả Sự Sống Của Chúng Ta) lần đầu tiên được viết bằng tiếng Ý (các Tông sắc Năm Thánh trước đây bằng tiếng Latinh).
Đang khi chuẩn bị mở Năm Thánh 1775 bằng những loạt bài giảng, rước kiệu, và giảng đại phúc ở một số công viên tại kinh thành La Mã. Ông cấm việc thiến đầy đê tiện của các ca sĩ. Ông thành lập bảo tàng Clementine và ngày nay là bảo tàng Pius và sửa đổi những quy tắc cho Kinh sĩ hội Sixtine. Ông cố gắng canh tân những mối quan hệ bình thường với triều đình các nước Công giáo.
Giáo hoàng Clêmentê XIV qua đời qua đời vào ngày 22 tháng 9 năm 1774.